# Agelasta rufotibialis
Agelasta rufotibialis är en skalbaggsart som beskrevs av Stefan von Breuning 1980. Agelasta rufotibialis ingår i släktet Agelasta och familjen långhorningar.
Artens utbredningsområde är Filippinerna. Inga underarter finns listade i Catalogue of Life.